# Бадді Ремер
Чарльз Елсон «Бадді» Ремер III (англ. Charles Elson «Buddy» Roemer III; нар. 4 жовтня 1943, Шривпорт, Луїзіана — 17 травня 2021) — американський політик, 52-й губернатор Луїзіани (1988—1992) від Демократичної партії, з 1991 року — від Республіканської.

## Біографія

### Ранні роки, освіта та кар'єра
Бадді Ремер народився у Шривпорті, штат Луїзіана, у родині Аделіни (уродженої Макдейд) і Чарльза Ремера II. Він виріс на плантації Скоп'є біля Босьєр-Сіті. У 1960 році Ремер закінчив середню школу, у 1964 році здобув ступінь бакалавра гуманітарних наук у галузі економіки в Гарвардському університеті, а у 1967 році — ступінь магістра ділового адміністрування у галузі фінансів в Бізнес-школі Гарвардського університету.
Після закінчення університету Ремер повернувся до Луїзіани, де працював у комп'ютерній компанії свого батька, а пізніше заснував два банки.

### Політична кар'єра
У 1972 році Ремер був обраний делегатом Конституційного конвенту Луїзіани, що відбувся у 1973 році.
У 1978 році він балотувався до Палати представників США, однак на праймеріз зайняв лише третє місце з 25,60 % голосів, поступившись демократу Бадді Лічу (26,92 %) і республіканцеві Джиммі Вілсону (26,79 %). У 1980 році Ремер знову висунув свою кандидатуру і на загальних виборах переміг Бадді Ліча (63,84 % і 36,16 % голосів відповідно). Ремер був переобраний у 1982, 1984 і 1986 роках.
У 1987 році Ремер був обраний губернатором штату Луїзіана. У березні 1991 року він перейшов до Республіканської партії. У 1991 році Ремер не зміг переобратися на другий термін, програвши праймеріз Едвіну Едвардсу і Девіду Дюку (26,51 %, 33,77 % і 31,71 % голосів відповідно).

### Постгубернаторська кар'єра
У 1992 році Ремер разом зі своїм другом Джо Трейглом заснували у Батон-Руж компанію The Sterling Group, Inc., що спеціалізується на міжнародній торгівлі пластиковою сировиною між США і Мексикою. Ремер був головою ради директорів, а Трейгл обіймав посаду президента. У 1997 році Трейгл викупив частину бізнесу Ремера.
У 1995 році Ремер спробував повернутися на посаду губернатора, проте зайняв четверте місце з 18 % голосів. Пізніше він заснував Перший бізнес банк у Батон-Руж і став його президентом і головним виконавчим директором.
У червні 2005 року Ремеру зробили операцію на серці у медичному центрі Батон-Ружа.
21 липня 2011 Ремер оголосив про участь у президентських виборах 2012 року. Однак, після того, як його не висунули від Республіканської партії, у лютому 2012 року Ремер перейшов до Реформістської партії США.